# 2-하이드록시아이소뷰티르산
2-하이드록시아이소뷰티르산(영어: 2-hydroxyisobutyric acid)은 화학식이 (CH
3)
2C(OH)CO
2H인 유기 화합물이다. 2-하이드록시아이소뷰티르산은 흰색 고체로 하이드록시카복실산으로 분류된다. 2-하이드록시아이소뷰티르산은 폴리에스터의 자연 발생 전구체로 간주되어 왔다. 2-하이드록시아이소뷰티르산은 젖산(CH
3CH(OH)CO
2H)과 밀접하게 관련되어 있다.

## 생성
2-하이드록시아이소뷰티릴 조효소 A(CoA) 뮤테이스는 3-하이드록시뷰티릴 조효소 A를 2-하이드록시아이소뷰티릴 조효소 A로 이성질화한다. 2-하이드록시아이소뷰티릴 조효소 A를 가수분해하면 2-하이드록시아이소뷰티르산이 생성된다.
2-하이드록시아이소뷰티르산과 리신 잔기의 ε-아미노기로부터 형성된 아마이드는 번역 후 변형의 일종이다.
에틸 메타크릴레이트(산업적으로 중요한 단량체이며 메타크릴산의 에스터)는 겉보기 탈수 반응에서 2-하이드록시아이소뷰티르산의 에틸 에스터를 오염화 인으로 처리하여 처음으로 얻었다.

## 같이 보기
- 3-하이드록시아이소뷰티르산